# زیده‌ویند
زیده‌ویند (به هلندی: Zijdewind) یک منطقهٔ مسکونی در هلند است که در هولاندس کرون واقع شده‌است. زیده‌ویند ۳۵۰ نفر جمعیت دارد.